# Union Rohrbach/Berg
Die Union Rohrbach/Berg ist ein österreichischer Sportverein aus Oberösterreich. Er wurde im Mai 1946 unter dem Namen „Turn- und Sportunion Rohrbach/Berg“ als Nachfolgeverein des 1931 gegründeten „Christlich-deutscher Turnverein Rohrbach“ gegründet. Seit der Auflösung der Sektion Turnen wird der Verein nur noch unter dem Namen (Sport-)Union Rohrbach/Berg geführt.
Die größten sportlichen Erfolge feierte die Union Rohrbach/Berg mit den Sektionen Fußball und Faustball. In den Jahren 1996 bis 1998 spielte die Union Rohrbach/Berg in der österreichischen Fußball-Regionalliga Mitte. Die Sektion Faustball gewann in der Saison 1986/87 mit der Damenmannschaft die österreichische Faustball-Bundesliga.
Aktuell betreibt die Union Rohrbach/Berg neben den Sektionen Fußball und Faustball noch die Sektionen Schi, Leichtathletik, Triathlon, Fitsport, Tennis, Stocksport, Judo, Volleyball und Karate.

## Geschichte

### Erster Rohrbacher Sportverein
Als erste sportliche Vereinigung wurde in Rohrbach der „Christlich-deutsche Turnverein“ im Jahr 1931 gegründet. Der erste Obmann war Heinrich Thurnherr. Aus früheren Chroniken der Union Rohrbach/Berg ist zu entnehmen, dass bei diesem Verein der Turnsport im Mittelpunkt stand und bis zu vier Tagen in der Woche geturnt wurde. Neben den sportlichen Aktivitäten kam auch der gesellschaftliche Teil nicht zu kurz. Der christlich-deutsche Turnverein veranstaltete auch ein Nikolokränzchen, eine Weihnachtsfeier sowie ein Sonnwendfeuer und spielte Theater. Im Gründungsjahr wurden auch die ersten Vereinsmeisterschaften im Skisport durchgeführt, bei welchen Gustav Eybl gesiegt hatte. Im Laufe der Vereinsgeschichte gab es mehrere Wechsel an der Obmannstelle. So waren neben Heinrich Thurnherr auch Heinrich Lego, Friedrich Kuen und Eduard Englisch Obmänner des christlich-deutschen Turnvereins. Anfang März 1938 wurde der Sportverein verboten und aufgelöst. Die gesamte Einrichtung sowie die Turngeräte wurden beschlagnahmt.

### Vereinsgründung 1946
Die Sportunion Rohrbach/Berg wurde am 23. Mai 1946 gegründet. Der Sportverein wurde auf Drängen und Initiative der Rohrbach-Sportpioniere Fritz Walter, Johann Eichbauer, Rudolf Zeller und Hermann Mathie aus der Taufe gehoben. Hermann Mathie übernahm das Amt des Obmannes und wurde im Vorstand von folgenden Personen unterstützt: Rudolf Hubmann, Anton Fuchs, Johann Küblböck, Rudolf Zeller, Hilda Lackner, Zilli Eberstaller und Fritz Walter.
In den ersten Jahren gab es bei der Sportunion die Sektionen Fußball, Turnen, Tischtennis und Wintersport.

### Entwicklung der Union Rohrbach/Berg
Im Gründungsjahr umfasste die Sportunion Rohrbach/Berg über 50 Mitglieder. Die Sportunion entwickelte sich immer weiter und im Laufe der Zeit kamen neben den Gründungssektionen weitere Sektionen hinzu. Dies führte auch zu einem Anstieg der Mitgliederzahl. Die Union Rohrbach/Berg wuchs zu einem der größten oberösterreichischen Sportvereine heran und zählte zum 50-Jahr-Jubiläum über 750 Mitglieder.
Die Union Rohrbach/Berg hatte auch einen Olympiateilnehmer in ihren Reihen. J. Eisner nahm im Turnen an den Olympischen Spielen teil.
Die Union Rohrbach/Berg war und ist eine Hochburg der Teamsportarten, wie Fußball, Faustball oder Tennis. Die Sektion Tennis zählte in ihrer Hochzeit 300 Mitglieder. Um die Jahre 1995 und 1996 wurde die Union Rohrbach/Berg durch den Höhenflug der Sektion Fußball weit über die Grenzen Oberösterreichs hinweg bekannt.
Wie auch der christlich-deutsche Turnverein Rohrbach trägt die Union Rohrbach/Berg zum gesellschaftlichen Leben in Rohrbach mit zahlreichen Veranstaltungen bei. Aktuell sind hier das Rohrbacher Stadtfest wie auch das alljährliche Neujahrskonzert im Veranstaltungszentrum Centro zu erwähnen.

### Obmänner der Union Rohrbach/Berg
| Zeitraum  | Obmann                |
| --------- | --------------------- |
| 1946–1947 | Hermann Mathie        |
| 1947–1948 | Franz Lanzerstorfer   |
| 1948–1949 | Robert Hirtmayr       |
| 1949–1950 | Hubert Bogensperger   |
| 1950–1951 | Matthias Kirsch       |
| 1951–1954 | Hubert Bogensperger   |
| 1954–1955 | Gerbert Resch         |
| 1955–1963 | Franz Groiss          |
| 1963–1977 | Rudolf Oberngruber    |
| 1978–1992 | Josef Oyrer           |
| 1993–2007 | Franz Liebletsberger  |
| 2007–2022 | Gerhard Neubauer      |
| seit 2022 | Mag.a Magdalena Grims |

## Sektionen

### Fußball

#### Geschichte der Sektion Fußball bis 1995
Die Sektion Fußball war nach der Gründung des Sportvereines 1946 eine der ersten Sektionen, die in Rohrbach betrieben wurden. Anfänglich gab es einige Schwierigkeiten, da keine Sportstätte mit Fußballplätzen vorhanden war. Im November 1946 wurde die Sektion Fußball in den OÖ. Fußballverband aufgenommen und als Spielstätte dienten einige Plätze im Siedlungsgebiet von Rohrbach. In der Saison 1947/48 wurden die ersten Meisterschaftsspiele bestritten. Die Union Rohrbach/Berg gehörte der 2. Klasse – Gruppe A Oberes Mühlviertel an. Im Jahr 1953 wurde nach vielen Schwierigkeiten in der Hanriederstraße ein Sportplatz errichtet. Aufgrund des Platzbaues mussten alle Spiele auswärts ausgetragen werden. 1955 wurde die neue Spielstätte vom OÖ. Fußballverband für die Meisterschaft 1955/56 freigegeben und das Platzproblem konnte gelöst werden. Das Aufrechterhalten des Rohrbacher Fußballs war in den 50er-Jahren ein schwieriges Unterfangen. Im Jahr 1956 wurden 17 Meisterschaftsspiele bestritten, einem Sieg sowie einem Unentschieden standen 15 Niederlagen entgegen.
In den 60er-Jahren verbesserte sich die Leistung der Sektion Fußball. Die Saison 1962/63 wurde mit dem 2. Platz in der 2. Klasse Nord abgeschlossen. Die folgenden Saisonen wurden großteils mit Mittelfeldplatzierungen beendet. Das Highlight für die Union Rohrbach/Berg stellte im Jahr 1969 das Spiel gegen den damaligen Nationalligisten SK VÖEST dar. Trotz einer hohen Niederlage war Rohrbach die erste Mannschaft, welche gegen eine Mannschaft aus der Nationalliga antreten durfte. 27 Jahre nach der Gründung konnten die Rohrbacher Fußballer den ersten Meistertitel feiern. Nach zwei 2. Plätzen in den Saisonen 1971/72 und 1972/73 gelang im Spieljahr 1973/74 der lang ersehnte Aufstieg in die 1. Klasse Nord. Dieser Erfolg stellte einen Antrieb für die gesamte Sektion dar. Auch die Nachwuchsarbeit wurde nun bewusst gefördert. Nach zwei Saisonen in der 1. Klasse Nord konnte der nächste achtbare Erfolg erlangt werden – der Vizemeistertitel hinter der Union Vorderweißenbach. In der Saison 1977/78 folgte ein großer Erfolg in der Geschichte des Rohrbacher Fußballs. Als erste Mannschaft des Bezirkes Rohrbach stiegen die Rohrbacher Fußballer in die Bezirksliga auf. Als Grundlage für den Rohrbacher Erfolg galt die kontinuierliche Nachwuchsarbeit. In der Zeit von 1978 bis 1985 verweilte die Union Rohrbach/Berg in der Bezirksliga. Es folgte der Abstieg in die 1. Klasse. Der sofortige Aufstieg wurde verpasst, weil man über die gesamte Saison hinweg um ein Tor zu wenig geschossen hatte.
Nach der Saison 1987/88 erfolgte ein Führungswechsel in der Sektion Fußball. Die neue Führung setzte sich zum Ziel so schnell wie möglich den Wiederaufstieg in die Bezirksliga zu erreichen. Zusätzliche Motivation stellte die neue Sportstätte in Rohrbach dar. Im Herbst 1988 konnte das erste Meisterschaftsspiel auf dem neu errichteten Fußballplatz ausgetragen werden. Nach nicht sehr erfolgreichen Saisonen 1988/89 und 1989/1990 wurden die Rohrbacher Funktionäre belächelt und niemand glaubte noch an einen Wiederaufstieg. Die Saison 1990/91 wurde wieder zur Meistersaison und die Union Rohrbach/Berg schaffte den Aufstieg in die Bezirksliga. Die Saison 1990/91 war von Grund auf eine Saison, die in die Geschichtsbücher der Union einging. Die Rohrbacher Fußballer konnten mit allen Mannschaften, die im Meisterschaftsbetrieb tätig waren, einen Meistertitel gewinnen. So sicherten sich vier Nachwuchsmannschaften als auch die Reservemannschaft und die Kampfmannschaft den 1. Platz. Nach dem Aufstieg in die Bezirksliga wurde als vorrangiges Ziel ein Mittelfeldplatz ausgesprochen. Am Ende wurde der Erfolgslauf fortgesetzt und der sofortige Aufstieg in die 2. Landesliga Ost konnte gefeiert werden. Die erste Saison in der 2. Landesliga Ost konnte mit dem 4. Platz abgeschlossen werden. Ein großer Erfolg wurde 1993 mit dem Gewinn des Mühlviertler Cups errungen. Nach weiteren Erfolgen im Landescup (Finalteilnahme) konnte sich die Union Rohrbach/Berg im Spieljahr 1994/95 erstmals für den ÖFB-Cup qualifizieren. Nach einem tollen Start in die Saison 1994/95 verstärkte sich die Sektion Fußball weiter und so konnte der Meistertitel errungen werden, welcher mit dem Aufstieg in die 1. Landesliga verbunden war. Der Aufstieg gelang in dieser Saison ohne einer einzigen Niederlage. Ab der Saison 1995/96 spielten die Rohrbacher in der höchsten Liga Oberösterreichs. In der Sommerpause konnte zum zweiten Mal der Mühlviertler Cup gewonnen werden. Im Anschluss konnte noch der Landescup in einem dramatischen Spiel gegen SV Andorf nach Rohrbach geholt werden – der zweitgrößte Fußballtitel in Oberösterreich. Auch in der 1. Landesliga hielt der Rohrbacher Erfolgslauf an und so konnte man sich in der Premierensaison den Herbstmeistertitel sichern. Am Ende musste man sich mit dem 2. Tabellenplatz zufriedengeben. Durch die Aufstockung der in der Saison 1994/95 mit 8 Mannschaften eingeführten Regionalliga Mitte auf 14 Mannschaften (ab Saison 1996/97) konnte der Rohrbacher Durchmarsch gemeinsam mit Meister SV Esternberg und dem drittplatzierten Union Sankt Florian in die Regionalliga Mitte fortgesetzt werden. Ab der Saison 1996/97 spielte die Union Rohrbach/Berg in der dritthöchsten Liga Österreichs. Dies war der größte Erfolg der Sektion Fußball.

#### Tabellenplätze von 1978 bis 1995
| Saison  | Liga              | Endrang   |
| ------- | ----------------- | --------- |
| 1978/79 | Bezirksliga Nord  | 7. Platz  |
| 1979/80 | Bezirksliga Nord  | 3. Platz  |
| 1980/81 | Bezirksliga Nord  | 3. Platz  |
| 1981/82 | Bezirksliga Nord  | 7. Platz  |
| 1982/83 | Bezirksliga Nord  | 12. Platz |
| 1983/84 | Bezirksliga Nord  | 8. Platz  |
| 1984/85 | Bezirksliga Nord  | 13. Platz |
| 1985/86 | 1. Klasse Nord    | 2. Platz  |
| 1986/87 | 1. Klasse Nord    | 3. Platz  |
| 1987/88 | 1. Klasse Nord    | 4. Platz  |
| 1988/89 | 1. Klasse Nord    | 5. Platz  |
| 1989/90 | 1. Klasse Nord    | 7. Platz  |
| 1990/91 | 1. Klasse Nord    | 1. Platz  |
| 1991/92 | Bezirksliga Nord  | 1. Platz  |
| 1992/93 | 2. Landesliga Ost | 4. Platz  |
| 1993/94 | 2. Landesliga Ost | 3. Platz  |
| 1994/95 | 2. Landesliga Ost | 1. Platz  |

#### Tabellenplätze seit 1996
| Saison  | Liga                | Endrang   | Sonstiges                                                            |
| ------- | ------------------- | --------- | -------------------------------------------------------------------- |
| 1996/97 | Regionalliga Mitte  | 11. Platz | 7 Siege, 7 Unentschieden und 12 Niederlagen                          |
| 1997/98 | Regionalliga Mitte  | 14. Platz | Abstieg in die 1. Landesliga                                         |
| 1998/99 | 1. Landesliga       | 10. Platz | 10 Siege, 6 Unentschieden und 14 Niederlagen                         |
| 1999/00 | 1. Landesliga       | 11. Platz | 10 Siege, 5 Unentschieden und 15 Niederlagen                         |
| 2000/01 | 1. Landesliga       | 2. Platz  | Vizemeistertitel hinter LASK Amateure                                |
| 2001/02 | 1. Landesliga       | 10. Platz | 10 Siege, 4 Unentschieden und 12 Niederlagen                         |
| 2002/03 | 1. Landesliga       | 6. Platz  | Umstrukturierung aus der 1. Landesliga wurde die Oberösterreich Liga |
| 2003/04 | Oberösterreich Liga | 10. Platz | Top-Torschütze: Manuel Engleder (12 Tore)                            |
| 2004/05 | Oberösterreich Liga | 14. Platz | Abstieg in die Landesliga Ost                                        |
| 2005/06 | Landesliga Ost      | 1. Platz  | Meister Landesliga Ost                                               |
| 2006/07 | Oberösterreich Liga | 6. Platz  | Top-Torschütze: Premysl Kukacka (7 Tore)                             |
| 2007/08 | Oberösterreich Liga | 5. Platz  | Top-Torschütze: Markus Friedl (10 Tore)                              |
| 2008/09 | Oberösterreich Liga | 14. Platz | Abstieg in die Landesliga Ost                                        |
| 2009/10 | Landesliga Ost      | 3. Platz  | Top-Torschütze: Roland Mayrhofer (10 Tore)                           |
| 2010/11 | Landesliga Ost      | 6. Platz  | Top-Torschütze: Roland Mayrhofer (16 Tore)                           |
| 2011/12 | Landesliga Ost      | 9. Platz  | Top-Torschütze: Stefan Plechinger (17 Tore)                          |
| 2012/13 | Landesliga Ost      | 11. Platz | Top-Torschütze: Stefan Plechinger (15 Tore)                          |

#### Saison 2013/14
Die Fußball-Kampfmannschaft der Union Rohrbach/Berg ist in der Saison 2013/14 Mitglied der oberösterreichischen Landesliga Ost. Die Landesliga Ost ist die fünfthöchste Leistungsstufe in Österreich.
Im Nachwuchsbereich stellt die Union Rohrbach/Berg Mannschaften in den Altersgruppen U-8, U-10, U-11, U-12, U-13 und U-17. Die Nachwuchsmannschaften der Union Rohrbach/Berg sind in die Nachwuchsgruppe Mühlviertel-West eingegliedert.

#### Erfolge im  Fußball
- Meister diverser Ligen: 1974, 1978, 1991, 1992, 1995, 2006
- Landescupsieger (Oberösterreich): 1995
- Österreichische Fußball-Regionalliga Mitte: 1996–1998

### Ski
Die Sektion Ski wurde ebenso wie die Sektion Fußball im Jahr 1946 als Sektion Wintersport gegründet. In der großen Familie der Wintersportler stand immer der gesellschaftliche Charakter im Vordergrund. Obwohl Rohrbach ein richtiges Skigebiet gefehlt hat, entwickelte sich rund um den Maria Trostberg eine richtige Hausstrecke der Sektion. Die Strecken waren durchwegs spektakulär, so mussten zum Beispiel auch die Geleise der Mühlkreisbahn überquert werden. Auch auf der südlichen Seite des Maria Trostberges hatten die Rohrbacher Skiläufer eine tolle Strecke. Nach der Installation des ersten Schleppliftes am Hochficht übersiedelte auch die Sektion mit ihren Rennen ins bis heute bestehenden Skigebiet. Auf den Rohrbacher Hängen wurden nachfolgend ausschließlich Kinderskirennen veranstaltet. Die Sektion legt in der Nachkriegszeit sehr viel Wert auf Schulskikurse und Schulskiläufe. Auch Firmenskiläufe wurden von der Sektion für die Gewerbetreibenden in der Region Rohrbach veranstaltet. Die Vereinsmeisterschaften der Union Rohrbach/Berg wurden zumeist über Jahre hinweg von einigen wenigen Personen dominiert. Die Rohrbacher Rennläufer waren auch auf Bezirksebene sehr erfolgreich und nahmen an zahlreichen Rennen im Grenzgebiet teil.
Im Langlauf zog der Schikanus-Lauf (siehe Sektion Leichtathletik) viele sportbegeisterte Rohrbach und Sportler aus der Umgebung an. Der Skilanglauf wurde über die Grenzen hinaus bekannt. Viele Spitzensportler aus Oberösterreich trugen sich in die Siegerliste ein.
Derzeit betreut die Sektion Ski über 25 Nachwuchsrennläufer und Nachwuchsrennläuferinnen, die an diversen regionalen und nationalen Bewerben teilnehmen. Aushängeschild der Sektion Ski ist Lukas Peherstorfer, welcher im Ski Cross Kader des Österreichischen Skiverbandes steht. Die Sektion Ski veranstaltet jedes Jahr einen Skibasar, eine Vereinsmeisterschaft und eine Ortsmeisterschaft mit dem seit Jahren bekannten Firmenlauf.

### Leichtathletik/Triathlon
Die Sektion Leichtathletik wurde im Jahr 1951 ins Leben gerufen und versucht, die Bewohner von Rohrbach und Berg dazu zu motivieren, leichtathletischen Betätigungen nachzugehen. Im Mittelpunkt der Sektion steht die Durchführung von Vereinsmeisterschaften, der Erwerb des Österreichischen Sport- und Turnabzeichens (ÖSTA) sowie die Teilnahme an Leichtathletikveranstaltungen. Bei den Vereinsmeisterschaften gab es immer wieder große Schwankungen in der Teilnehmerzahl. Rekordbeteiligung wurde im Jahr 1971 erreicht, als 81 Rohrbacher an den Wettkämpfen teilnahmen. Ganz viel Wert legte die Union Rohrbach/Berg in der Vergangenheit auf den Erwerb des Österreichischen Sport- und Turnabzeichen (ÖSTA) gelegt. Die Union Rohrbach/Berg war bei dieser Leistungsabnahme immer ein Vorreiter in der oberösterreichischen Sportlandschaft. Zum jetzigen Zeitpunkt wird in Rohrbach keine Leistungsabnahme mehr durchgeführt, auch die Leistungsabnahme in den Schulen wird nicht mehr aktiv betrieben.
Schon seit Anbeginn der Sektion Leichtathletik konnten sich die Rohrbacher Athleten in die Siegerlisten eintragen. Auch im leichtathletischen Mannschaften (Staffelläufe) war die Union Rohrbach/Berg stark vertreten und konnte viele erfolgreiche Mannschaften stellen. Zahlreiche Bezirksmeistertitel und Top-Platzierungen bei Landes- & Bundesbewerben konnten errungen werden. 1972 legte der damalige Sektionsleiter sein Amt zurück. Die Union Rohrbach/Berg konnte keinen Nachfolger finden, was das vorübergehende Ende der Sektion bedeutete. Im Jahr 1979 erfolgt die Wiederaufnahme und es wurde vorrangig darauf geachtet eine Leichtathletikgruppe für Schüler aufzubauen. Die Mitgliederzahl erhöhte sich von Jahr zu Jahr, was auch zahlreiche Erfolge bei verschiedensten Veranstaltungen mit sich brachte. Dominiert wurde die Rohrbacher Laufszene von zwei Familien. Die Geschwister Stallinger konnten in mehreren Disziplinen Erfolge vorweisen, vor allem bei Cross- und Geländeläufen konnten sie tolle Erfolge feiern. Gertrude Stallinger wurde sogar von einem Linzer Großverein abgeworben und sorgt nach ihrer Leichtathletik-Karriere noch für Aufsehen mit einer Fußball-Karriere. Sie spielte unter anderem auch im Damenteam des FC Bayern München sowie im österreichischen Nationalteam. Ab dem Jahr 1987 sorgt die Familie Springer für Aufsehen in der Sektion. Franz Springer und seine Schwester Johanna Magauer sorgten ebenso bei Geländeläufen für tolle Erfolge und entwickelten sich zu Spitzenläufer im Raum Oberösterreich. Im Jahr 1978 veranstaltete die Union Rohrbach/Berg erstmals den sogenannten Schikanus-Geländelauf. Insgesamt wurde diese Veranstaltung acht Mal durchgeführt und machte sich einen guten Namen in der Mühlviertler-Laufszene. Nach tollen Erfolgen wurde dieser Lauf auch im Winter mit Langlaufski durchgeführt. Die Olympia-Bronzemedaillen-Gewinnerin Theresia Kiesl nahm ebenso an diesen Läufen teil wie Spitzenathleten aus dem benachbarten Bayern und der Tschechoslowakei. Im Jahr 1987 löste der Rohrbacher Stadtlauf den Schikanuslauf ab. Die Strecke führt nun nicht mehr um die Wallfahrtskirche Maria Trost, sondern durch das Ortszentrum von Rohrbach.
Nach einer nicht sehr aktiven Zeit wurde die Sektion 1994 durch einige begeisterte Läufer wieder aktiviert. Seit 1995 gibt es im Zuge der Sektion Leichtathletik auch eine Sektion Triathlon der Union Rohrbach/Berg. Es werden bis heute zahlreiche Erfolge in beiden Disziplinen gefeiert. Hierzu zählen die Vize-Staatsmeistertitel von Michael Hofer im Crosstriathlon (2011 und 2012), der Vize-Landesmeistertitel von Sektionsleiter Robert Stoiber im Halbmarathon (2011) sowie der 3. Platz der Rohrbacher Mannschaft bei den Bergmarathonmeisterschaften im Jahr 2011. Die Hauptaktivität der Sektion ist nach wie vor die Ausrichtung des Rohrbacher Stadtlaufes, der jährlich in den Sommermonaten stattfindet. Derzeitiger Sektionsleiter ist der Robert Stoiber.

### Tennis
Der erste Tennisplatz im Bezirk Rohrbach wurde nicht in der Bezirkshauptstadt erbaut, sondern in Lembach. Im Jahr 1961 folgt Rohrbach nach, im Zuge der Erbauung wurde auch die Sektion Tennis gegründet. Der Tennisplatz wurde in der Höhe des OKA-Platzes erbaut. Die Baukosten wurden auf das Land Oberösterreich, den Tourismusverband und die Union Rohrbach/Berg aufgeteilt. Im Jahr 1963 wurden die ersten Vereinsmeisterschaften ausgetragen. Bei den ersten Bezirksmeisterschaften schlugen sich die Spieler der Union Rohrbach/Berg ebenso beachtlich und konnten erste Titel erringen. Im Laufe der Jahre stieg auch die Mitgliederzahl der Sektion Tennis – der Tennissport wurde im Bezirk und in Rohrbach immer populärer. Aus sportlicher Sicht dominierten die Rohrbacher Spieler die Tennisszene Ende der 1960er Jahre im gesamten Bezirk. Im Jahr 1971 wurde beschlossen eine größere Tennisanlage zu erbauen, um den Andrang gerecht zu werden. Die Tennisanlage in der Nähe des Freibades wurde 1972 eröffnet. Bevor diese Anlage entstand, gab es in Rohrbach nur einen einzigen Platz, der sich in der Nähe des OKA-Platzes befand. Die auch im Mühlviertel und über die Landesgrenzen hinaus für Erfolge sorgten. Im Jahr 1979 wurde die Tennisanlage um zwei weitere Plätze erweitert und im Jahr 1983 wurde das Clubhaus erweitert. In der Blütezeit des Rohrbacher Tennis zählte die Sektion über 300 Mitglieder, es musste in den Jahren 1986 bis 1989 sogar eine Aufnahmesperre verhängt werden, weil die Kapazitäten sowohl an Tennisplätzen wie auch im Clubhaus zu gering waren. Die führte zu einem erneuten Ausbau der Tennisanlage. Im Jahr 1990 war eine Tennishalle im Gespräch, dieses Vorhaben scheiterte an der Finanzierung und der nötigen Liegenschaft. Als Kompromiss wurde im Jahr 1995 die Tennisanlage vergrößert. Derzeit verfügt die Sektion über ein Clubhaus sowie 7 Sandplätzen.
Die Sektion Tennis veranstaltete in Vergangenheit sehr viele Lehrgänge und Kurse für den Nachwuchs, diese Kurse fanden regen Anspruch auch aus anderen Teilen des Bezirkes, was die Arbeit der Union Rohrbach/Berg auszeichnete. Die Leistungsträger der Union Rohrbach/Berg wurden bald von Vereinen im Zentralraum abgeworben, um weit über die Landesgrenzen hinaus ihr Talent zu beweisen. Daher musste die Union Rohrbach/Berg immer geschwächt in die Mannschaftsmeisterschaften starten. Im Jahr 1981 gelang den Rohrbachern der Aufstieg in die 1. Klasse und der Durchmarsch in die Regionalklasse. Nach dem Abstieg und zwei Saisonen (1988, 1989) in der 1. Klasse konnte der Aufstieg in die Regionalklasse wieder fixiert werden. Auch das zweite Team der Rohrbacher war sehr erfolgreich und konnte ebenfalls den Aufstieg in die erste Klasse erspielen, wo sogar 1992 der zweite Rang errungen werden konnte. Nach dem Sportartenwechsel mancher Spieler konnte die erste Mannschaft ihren Platz in der Regionalklasse nicht mehr halten, so musste man den Weg in die 1. Klasse antreten. 1994 gelang der neuformierten Mannschaft der Aufstieg in die Bezirksliga. Die Rohrbacher Tennisspieler waren auch in der Halle Jahr für Jahr sehr erfolgreich. Im Damenbereich wurden vor allem Vereinsmeisterschaften im Einzel und Doppel ausgetragen. Die Rohrbacher Damen waren auch im Bezirk und bei Union-Landesmeisterschaften sehr erfolgreich. Da wie bei den Herren die talentierten Damen in auswärtigen Vereinen aktiv waren, wurde erst im Jahr 1988 die erste Damenmannschaft aufgestellt. Diese Damen nahmen dann gleich am SMW-Cup teil. An diesem Damentennis-Cup nahmen über 15 Mannschaften teil, im Jahr 1990 konnten sich die Rohrbacherinnen den Sieg erkämpfen. Im Jahr 1991 stieg diese Mannschaft in den Meisterschaftsbetrieb ein. Der erste Meistertitel gelang 1994 in der 1. Klasse, welcher den Aufstieg in die Regionalklasse bedeutete. In den folgenden Jahren musste die Damenmannschaft aufgelöst werden, im Herrenbereich wurde vermehrt versucht, die besten Spieler des Bezirkes an Rohrbach zu binden. Derzeit spielt die Herren-Mannschaft in der Bezirksliga Nord A, das Team besteht aus 6 Spielern, die sowohl im Einzel als auch im Doppel antreten.

### Faustball
Die Sektion Faustball, welche bis heute besteht, wurde im Jahr 1959 gegründet. Schon Anfang der 30er Jahre wurde in Rohrbach Faustball praktiziert, meist an Sonntagnachmittagen. Faustball war in Rohrbach der beliebteste Schulsport, den alle Schüler und Schülerinnen erlernen durften. Im Jahr 1950 wurde zum ersten Mal eine Sektion Faustball gegründet. Der Spielbetrieb wurde aber nach zwei Saisonen wieder eingestellt. Nach der zweiten Gründung wurde, fand im Oktober 1959 die erste offizielle Faustball-Meisterschaft im Bezirk Rohrbach statt. Rohrbach konnte diese für sich entscheiden und war damit der erste Bezirksmeister im Bezirk Rohrbach. Im Jahr 1970 stieg die Rohrbacher Faustballmannschaft das erste Mal in die OÖ Landesliga auf. Der Aufstieg gelang nur, weil sich eine andere Mannschaft zurückgezogen hat und nicht mehr mitspielte. Die Saison in der OÖ Landesliga wurde sehr erfolgreich absolviert und so wurde der Durchmarsch in die Oberliga (höchste Spielklasse in Oberösterreich) fixiert. Der Erfolgslauf konnte jedoch nicht fortgesetzt werden und es folgte der prompte Abstieg in die Landesliga sowie in die Bezirksliga. Die Hallenmeisterschaft wurde aber weiterhin sehr erfolgreich absolviert. In der ersten Saison konnten die Rohrbacher gleich den Aufstieg in die höchste Hallen-Spielklasse in ganz Österreich erreichen. Aufgrund von Spielerabgängen musste die zweite Saison mit einer Jugendmannschaft absolviert werden, was den Abstieg in die unteren Ligen zur Folge hatte. Die Rohrbacher Faustballer wussten aber zu begeistern und so war es in der Hochzeit des Rohrbacher Faustballs keine Seltenheit, dass über 400 Zuschauer die Spiele der Union Rohrbach/Berg verfolgten. Nach dem Zerfall der Rohrbacher Herrenmannschaft im Jahr 1972, versuchten die Jugendlichen den Klassenerhalt in der höchsten Spielklasse Oberösterreichs zu halten – mit sehr wenig Erfolg, und der Höhenflug der Rohrbach Herren wurde schnell zum Sinkflug. Die Sektion Faustball setzte es sich zum Ziel den Faustballsport in den Schulen populär zu machen, um dort die Talente zu finden, die für den neuen Höhenflug benötigt wurden. In den 70er Jahren konnte die Union Rohrbach/Berg mit der Jugend auf Landesebene bereits tolle Erfolge feiern. Bis in das Jahr 1982 dauerte die Durststrecke der Rohrbacher Faustball-Herren. Im Jahr 1983 scheiterte die Mannschaft im Aufstiegsspiel für die OÖ. Landesliga an den Faustballern der Stadt Enns. Mit diesem Tiefschlag setzten die Rohrbacher Faustballer wieder zum Gang in den Faustballkeller an, anstatt sich bis in die Bundesliga hinauf zu kämpfen. Von nun an musste man wieder auf die Jugend setzten und die Sektion Faustball führte einen Generationenwechsel durch, sowohl bei den Spielern als auch im Funktionärsbereich. Im Jahr 1989 konnten sich die Rohrbacher Faustball-Herren wieder mit Erfolg einstellen. Die Aufbauarbeit zeigt Früchte und in der Halle konnte so der Aufstieg in die höchste Liga in Oberösterreich erreicht werden. Der größte Erfolg zur damaligen Zeit konnte mit dem OÖ. Landesmeistertitel in der Halle (Saison 1992/93) erreicht werden. Mit dem Meistertitel waren die Herren für die Aufstiegsspiele in die 2. Bundesliga berechtigt. Die Aufstiegsspiele wurden gewonnen und so stiegen die Herren in die 2. Faustball-Bundesliga auf. Den Höhenflug in der Halle konnten die Faustballer auch auf die Feldmeisterschaft übertragen. Nach dem Aufstieg in die Hallen-Bundesliga konnte auch der Aufstieg in die Feld-Landesliga errungen werden. Das Herren-Team konnte wiederum die Klasse nicht halten, wie schon in den Jahren zuvor folgte der Sinkflug.
Durch die Begeisterung, welche die Herren mit ihren Erfolgen verbreiteten, wurde der Wunsch immer lauter, dass auch ein Damenteam gebildet wird. Im Herbst 1970 wurden die ersten Gehversuche durchgeführt. Da es im Bezirk noch nicht sehr viele Damenmannschaften gab, beschränkte sich der Spielbetrieb am Feld auf eine Bezirksliga und eine Landesliga. Im Hallenbereich gab es nur Landesmeisterschaften. Im Jahr 1971 wurden die ersten Spiele bestritten und die Rohrbacherinnen ließen bei den Hallen-Landesmeisterschaften gleich mit dem 3. Rang aufhorchen. Im Frühjahr 1971 stiegen die Rohrbacherinnen dann in den Meisterschaftsbetrieb am Feld ein und bestritt die ersten Spiele in der Bezirksliga Linz. Im Herbst 1971 konnten zwei Mannschaften gestellt werden. Rohrbach I stieg in die Landesliga auf, welche zu dieser Zeit die stärkste Liga in Österreich war. Die Faustball-Damen aus Rohrbach waren immer im vorderen Drittel zu finden. Im Jahr 1973 wurden die ersten Spielerinnen der Union Rohrbach/Berg in die OÖ. Auswahl berufen und im Anschluss in die Nationalmannschaft. In den folgenden Jahren wurden immer wieder Rohrbacherinnen ins Nationalteam berufen, welche die Ehre hatten die rot-weiß-roten Fahnen hochzuhalten. Die Damen konnten immer wieder Ausfälle kompensieren, da von Beginn an auf eine Nachwuchsarbeit viel Wert gelegt wurde. Nach dem Aufstieg in die Bundesliga in der Saison 1986/87 spielten die Faustball-Damen erstmals in der Bundesliga. Im Jahr 1987 konnten die Rohrbacher Faustballerinnen den österreichischen Meistertitel erringen und durften sich von nun an Österreichischer Meister 1986/87 nennen. Die ist der größte Erfolg einer Mannschaft der Union Rohrbach/Berg und konnte bis heute nicht eingestellt werden. Zur gleichen Zeit erkämpfte sich die zweite Mannschaft den Titel in der 2. Bundesliga. Union Rohrbach/Berg war nach dieser erfolgreichen Saison das einzige Team in Österreich, welches zwei Mannschaften in der höchsten Spielklasse stellte. Auf längere Sicht musste man aber einsehen, dass dies nicht mehr tragbar war für den Verein, weil man nicht zwei gleichwertige Spielerkader stellen konnte. Die Sektionsleitung entschied sich deshalb im Jahr 1988/89 die beiden Teams zusammen zu legen und mit einem Team aus der Bundesliga auszusteigen. In den folgenden Jahren konnte man noch einen Vizestaatsmeistertitel erringen und befand sich sonst immer im Mittelfeld. Nach vielen Ausfällen von Stammspielerinnen musste im Jahr 1995 in der Halle der Gang in die Landesliga angetreten werden und am Feld folgte ebenso der Abstieg in die 2. Bundesliga. Im Spieljahr 2013 stellt die Union Rohrbach/Berg zwei Damen-Mannschaften und zwei Nachwuchsteams. Die erste Damen-Mannschaft spielt in der Feldsaison Bundesliga. Trainerin der Bundesligamannschaft ist Tanja Hofer.
Ein großer Erfolg war im Jahr 2012 der U-20 Weltmeistertitel der Rohrbacher-Spielerin Katharina Lackinger, welche die österreichische Nationalmannschaft zu diesem Titel als Kapitänin führte. Durch diese Leistungen wurde sie zur Österreichischen Jugendfaustballerin 2012 gewählt und wurde „Rookie of the Year“. Im aktuellen Nationalkader steht neben Katharina Lackinger auch Luise Schlechtl.

### Stocksport
Die Sektion Stockschießen wurde im Jahr 1955 gegründet und 1978 in die Union Rohrbach/Berg eingegliedert. Bis in die 60er war der Stocksport eine reine Männersache und diente ursprünglich zur Unterhaltung und Pflege der Kameradschaft. Ein alter Rohrbacher Brauchtum unter den Stocksportlern war und ist das Bratlschießen. Im Bezirk Rohrbach gab es bis 1956 nur 4 Stocksportvereine, dies änderte sich im Laufe der Zeit. Durch die Errichtung von Asphaltanlagen wurde die vermeintliche Wintersportart zur Ganzjahresaktivität. In den Anfangszeiten hatte die Sektion Stocksport über 150 Mitglieder, die in verschiedenen Klassen antraten. Die Stocksportler aus Rohrbach haben über das gesamte Jahr hinweg Veranstaltungen, hierzu zählen beispielsweise die Ortsmeisterschaft, Straßen- und Siedlungsturniere oder im Sommer der Rohrbacher Stockschützencup am Asphalt. Auch auf Bezirksebene werden diverse Wettkämpfe bestritten. Als erste Rohrbacher Stocksportlerin wurde Silvia Kobler im Jahr 1999 ins Nationalteam berufen. Zu den weiteren Erfolgen der Sektion zählen die Top-Platzierungen bei den Schülerlandesmeisterschaften in den Jahren 1993 und 1997.

### Volleyball
Die Sektion Volleyball wurde von der Union Rohrbach/Berg im Jahr 1986 als Sektion Damen-Volleyball gegründet. Bereits im ersten Jahr stieg diese Mannschaft in die 1. Klasse auf. In der folgenden Saison konnten einige Verstärkungen verzeichnet werden und sogar eine österreichische Volleyball-Nationalspielerin verpflichtet werden. Diese stark aufgestellte Mannschaft schaffe nach dem Aufstieg in die 1. Klasse prompt den Durchmarsch in die Landesliga und wurde in der 1. Klasse Meister ohne einen Satz zu verlieren. In der Saison 1987/88 mussten einige Ausfälle verkraftet werden. Durch diese Schwächung konnte die Landesliga als Spielklasse nicht gehalten werden. Die Saison 88/89 wurde hauptsächlich mit Schülerinnen der Handelsakademie Rohrbach bestritten und es konnte ein Tabellenrang im Mittelfeld erspielt werden (1. Klasse). Aus personellen Gründen musst die Sektion im Jahr 1990 aufgelöst werden.
Seit dem Jahr 1999 wird die Sektion Volleyball wieder aktiv in der Union Rohrbach/Berg betrieben. Im Sommer werden diverse Beachvolleyball-Turniere von aktiven Sektionsmitglieder gespielt wie auch auf der Rohrbacher Beachvolleyball-Anlage veranstaltet. Im Winter bestreitet die Union Rohrbach/Berg Turniere auf Bezirksebene. Die Sektion stellt mehrere Mixed-Teams und hat auch eine Nachwuchsabteilung, die bereits große Erfolge auf Landesebene erringen konnte. Den größten Erfolg in der Vergangenheit sicherte sich die Union Rohrbach/Berg im Mixed-Bewerb des oberösterreichischen Volleyball-Verbands und stieg in der Saison 2012/13 in das Mittlere Play-off Gruppe A auf.

### Weitere Sektionen
Die Union Rohrbach/Berg betreibt neben den bereits genannten Sektionen auch die Sektionen Fitsport, Judo sowie Karate. Die Sektion Fitsport ist die jüngste Sektionen der Union Rohrbach/Berg und wurde 1995 gegründet. Die Sektion hat sich zum Ziel gesetzt den Menschen in Rohrbach diverse Fitnesskurse wie etwa im Herbst Skigymnastik, ganzjähriges Kinderturnen oder Seniorenturnen anzubieten. Die Sektion Judo wurde im Jahr 1989 gegründet und ist in das Mühlviertler Judo-Leistungszentrum eingegliedert. Es werden Trainingsgemeinschaften mit diversen Judo-Klubs aus dem Mühlviertel gebildet. Die Sektion Karate gab es bereits von 1977 bis 1979 und wurde 1997 wieder aktiviert. Im Nachwuchsbereich konnten in den letzten Jahren auf Landes- und Bundesebene unzählige Erfolge gefeiert werden.

### Ehemalige Sektionen
Nicht mehr aktiv betrieben werden folgende Sektionen:
Kraftsport
Die Sektion Kraftsport wurde 1971 gegründet und bis 1973 weitergeführt. Die ersten Trainings fanden 1971 im Hauptschulturnsaal satt. Als ersten Wettbewerb bestritt ein Kader von 5 Kraftsportlern Vergleichskämpfe mit bayerischen Sportlern. Der Vergleichskampf wurde auf Grund von fehlender Technik und fehlender Routine verloren. Im Jahr 1973 wurde ein Meisterschafts-Einstieg angepeilt, der konnte aber wegen Unfällen, berufsbedingter Abwesenheit und anderen Gründen nicht erreicht werden konnte. Wegen der geringen Anzahl an Athleten wurden die Sektion bereits 1973 wieder auf gelöst.
Schach
Der Schach wurde in Rohrbach zu Beginn privat oder am Badeplatz an der Großen Mühl gespielt. Ab 1950 fanden wöchentliche Schachtreffen in lokalen Gasthäusern statt. Durch die Einführung regelmäßiger Meisterschaftsbetriebe für den nordwestlichen Bezirk des Mühlviertels wurde die Sektion Schach im Verein gegründet. Im Herbst 1982 wurde die Meisterschaft der 2. Klasse Nordwest gestartet. Das Rohrbacher Schachlokal befand sich im ehemaligen Gasthaus Reisinger. Ab dem Meisterschaftsjahr 1984/85 wurden von der Union Rohrbach/Berg zwei Mannschaften ins Rennen geschickt. Die erste Mannschaft beendete die Meisterschaft auf dem 2. Rang und stieg damit in die erste Klasse auf. Aufgrund der größeren Mannschaftsstärke (8 statt 4 Spieler) mussten die beiden Mannschaften zusammengelegt werden. Die Saison in der ersten Klasse konnte auf dem 3. Rang beendet werden. Im Sommer 1986 wechselten die meisten leistungsstarken Spieler in andere Vereine, während nur wenige junge Spieler in den Verein eintraten, da an den Schulen kein Schach mehr gelehrt wurde. Zwar stellte In den Jahren 1986 bis 1988 wieder eine Mannschaft in der 2. Klasse. Nach weiteren Spielerwechseln konnte die Union Rohrbach/Berg im Meisterschaftsjahr 1988/89 jedoch keine Mannschaft mehr stellen, weshalb die Sektion beim Landesverband Oberösterreich des Österreichischen Schachbundes abgemeldet.
Schwimmen
Die Schwimm-Sektion wurde 1970 ein Jahr nach der Eröffnung des Rohrbacher Freibades gegründet. In den ersten Jahren veranstaltete die Sektion hauptsächlich Schwimmbewerbe für alle begeisterten Schwimmer des oberen Mühlviertels. Im Jahr 1971 gab es bei einem Staffelschwimmen über 250 Starter. Ab 1972 begann die Sektion mit einem regelmäßigen Schwimmtraining für Kinder und Jugendliche. Erste Vergleichskämpfe wurden ausgetragen. Im Winter wurde der Schwimmbetrieb in das Hallenbad in Haslach an der Mühl verlagert. Bei den ersten Union-Meisterschaften in Neuhofen an der Krems stellte die Union Rohrbach/Berg den Großteil der Sieger. Da die Haupttrainingszeit der Rohrbacher auf den Sommer beschränkt war, wurde schnell an Boden gegenüber anderen Vereinen verloren, die ein ganzjähriges Training durchführen konnten. Bei den Landesmeisterschaften im Jahr 1974 konnten aber einige Spitzenplatzierungen erreicht werden, ebenso erfolgreich waren die Union-Landesmeisterschaften. Ab dem Jahr 1976 setzte sich die Sektion neue Ziele und sah in Zukunft vom Leistungssport ab und bot nur mehr Schwimmunterricht für Kinder und Jugendliche an. 1981 wurde die Union Rohrbach/Berg als Veranstalter der Union-Landesmeisterschaften ausgewählt. Im Zuge dieses Wettbewerbs konnten die letzten Erfolge gefeiert werden, ehe die Sektion 1983 vor dem Aus stand. Die Sektion wurde aufgrund von fehlenden Trainingsmöglichkeiten aufgegeben werden.
Tischtennis
Die Sektion Tischtennis wurde mit dem Gesamtvereines 1946 gegründet. Es gab sowohl eine Herren- als auch eine Frauenmannschaft. Die Tischtennisspieler nahmen von Beginn an an diversen regionalen Wettbewerben teil. Unter anderem siegten sie über die damaligen Tischtennis-Hochburgen Perg, Mathausen und Grein. Im Herbst 1954 wurden die ersten Tischtennismeisterschaften in Rohrbach ausgetragen. Durch den Abgang des damaligen Sektionsleiters hatte die Sektion bis 1964 keine Führung und wurde inaktiv. Erst 1964 wurde die Sektion Tischtennis wiederbelebt. Von da an wurde vor allem auf junge Spieler gesetzt. Bis 1970 konnten mit diesem Team einige Erfolge erzielt werden.
Die Tischtennis-Sektion gründete auch die der Obermühlviertler Tischtennis-Liga, in der sich die Orte Haslach, Oberkappel, Helfenberg, Sankt Martin im Mühlkreis und Oberneukirchen gemessen haben. Nachdem 1970 der Sektionsleiter das Amt aus beruflichen Gründen zurückgeben musste, verlor der Tischtennissportes in Rohrbach wieder an Interesse. Im Jahr 1974 wurde die Sektion neu gegründet und ab Herbst 1974 nahm man an der oberösterreichischen Tischtennismeisterschaft teil. Im ersten Meisterschaftsjahr (1974/75) erreichte die Union Rohrbach/Berg in der 1. Klasse den 5. Endrang. Im folgenden Meisterschaftsjahr (1975/76) wurde eine zweite Mannschaft ins Rennen geschickt, die die Ränge 5 und 10 belegte. Im Jahr 1976/77 verbesserten sie sich auf Rang 4. Auch der Rohrbacher Nachwuchs konnte in dieser Zeit einige Erfolge feiern: 1977/78 erreichte die Union Rohrbach/Berg ihren größten Erfolg und erlangte den Meistertitel in der 1. Klasse Rohrbach. Der Meistertitel war zugleich die Berechtigung zum Aufstieg in die Kreisklasse Nord. Der Rohrbacher Nachwuchs spielte zu diesem Zeitpunkt schon in der Landesklasse Schüler, die zweithöchste Spielklasse in Oberösterreich. Im Meisterschaftsjahr 1978/79 konnte das oberste Ziel Klassenerhalt erreicht werden und es wurde der 7. Platz belegt. Im Jahr 1979 stieg die Schülermannschaft in die Landesliga auf und wurde dort drittbeste Mannschaft. Das Spieljahr 1979/80 war zugleich das letzte Spieljahr der Sektion Tischtennis. In der Kreisklasse Nord wurde zwar der hervorragende Rang 3 erreicht. Nach dem Weggang der Spieler und einiger Funktionäre konnte der Spielbetrieb jedoch nicht mehr aufrechterhalten werden. Die Sektion wurde 1980 beim Oberösterreichischen Tischtennis-Verband abgemeldet.

## Sportstätten in Rohrbach
Der erste Sportplatz der Union Rohrbach/Berg war der Berger Turnplatz. Im Jahr 1929 kam die erste Turnhalle hinzu. Standort war die jetzige Hauptschule – derzeit verfügt Rohrbach über 4 Turnhallen (Volksschule, Hauptschule, Berufsschule, Berufsbildende Schulen (HAK/HLW)) und der Bezirkssporthalle, die auch vom Gymnasium in Rohrbach genützt wird. Für die ersten Fußballspiele wurde der Sportplatz vor der Schwefeldarra (Hanriederstraße) genützt. In der Besatzungszeit gab es eine Zwischenlösung mit einem Sportplatz in der Grabenstraße. Im Jahr 1955 wurde der ehemalige Sportplatz in der Hanriederstraße gegenüber dem Rohrbacher Krankenhaus um eine Leichtathletikanlage sowie Umkleidekabinen erweitert und feierlich eröffnet. Im Jahr 1969 wurde das erste Schwimmbad in Rohrbach eröffnet. Die schon erwähnt Bezirkssporthalle wurde im September 1979 eröffnet und in den letzten Jahren laufend saniert. Der aktuelle Sportplatz wurde am 12. Juli 1987 eröffnet und verfügt neben dem Hauptfeld über ein Nebenfeld, einer modernen Leichtathletikanlage (Laufbahn, Sprungmatte, Weitsprunganlage und Kugelstoßanlage) auch über ein Clubhaus mit Kantine und Umkleidemöglichkeiten. Die Tennisanlage in Rohrbach wurde seit 1961 laufend erweitert und saniert. Die Sektion Stocksport war anfänglich an den zwei Asphaltbahnen vor der Bezirkssporthalle beheimatet bis im Jahr 1995/96 eine neue Stocksporthalle am Messegelände erbaut wurde. Im Oktober 2011 wurde das Hauptfeld auf der Sportanlage Rohrbach um eine Flutlichtanlage erweitert.
Im Jahr 2014 wurde in Rohrbach ein Kunstrasenplatz errichtet, welcher ebenfalls über ein neues Flutlicht verfügt.
Weitere Sportanlagen in Rohrbach sind die beiden Beach-Volleyball-Plätze sowie das Freibad AquaRo, welches im Jahre 2003 neu eröffnet wurde.

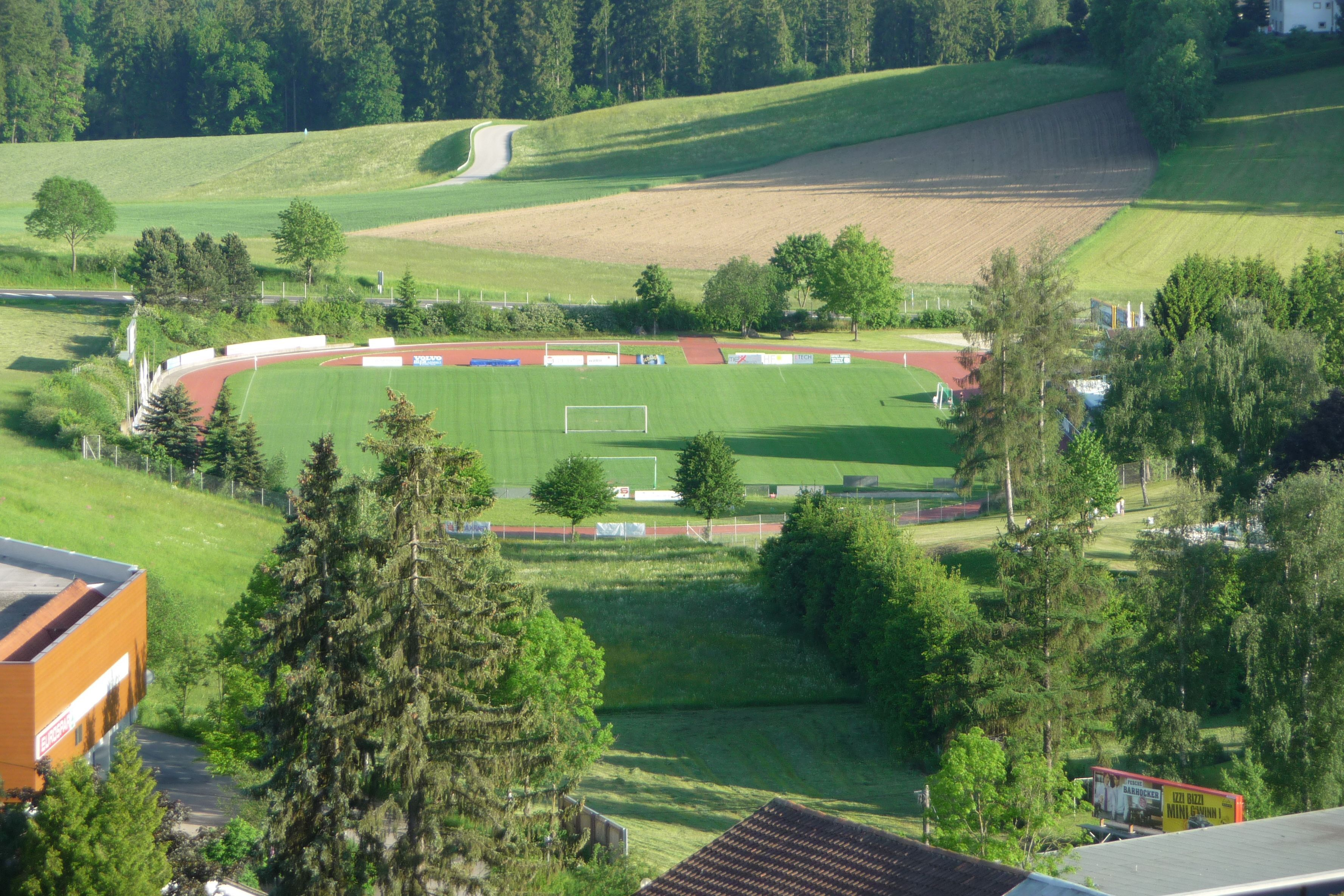
Sportplatz Rohrbach
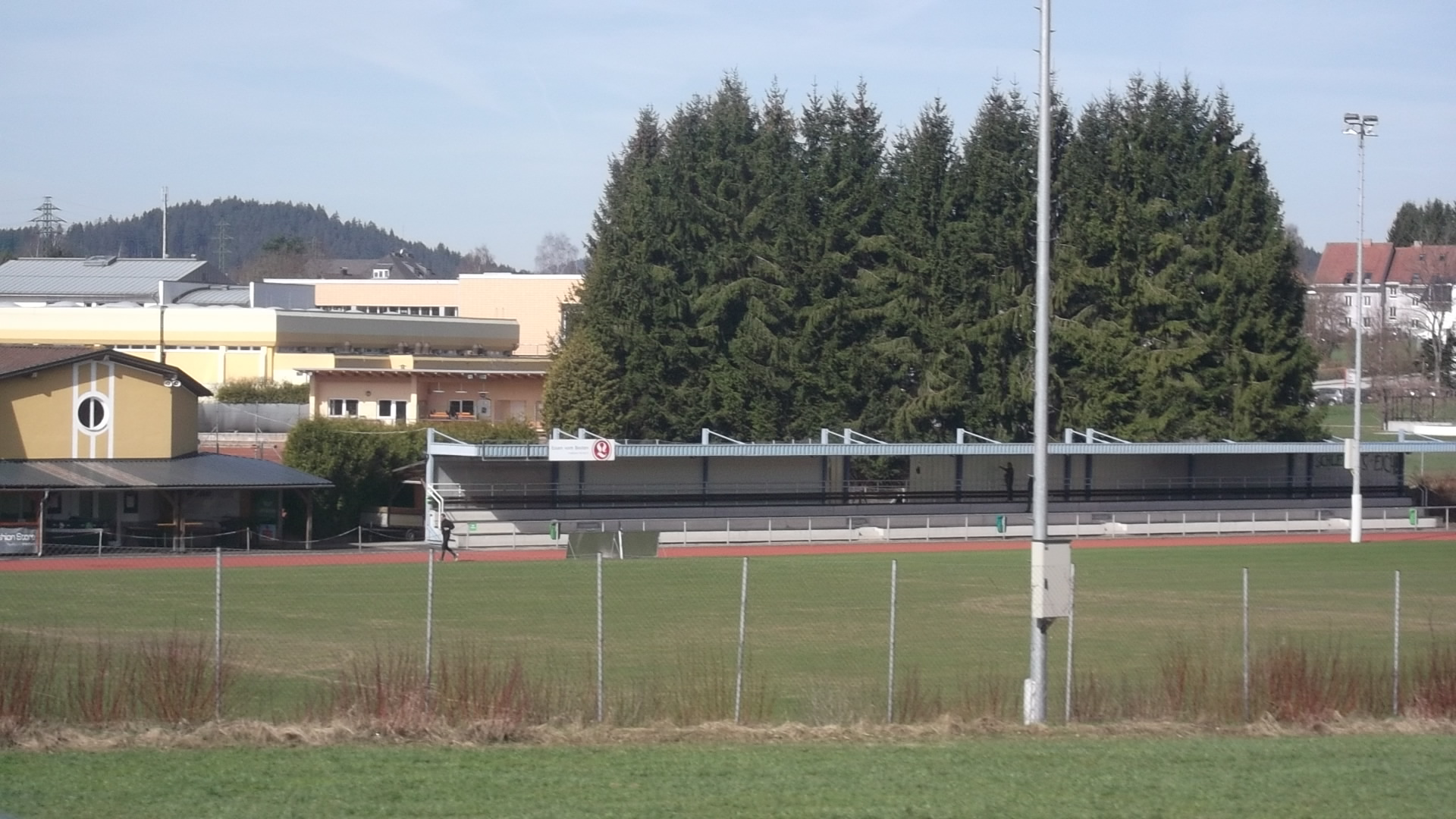
Sportplatz Tribüne Rohrbach
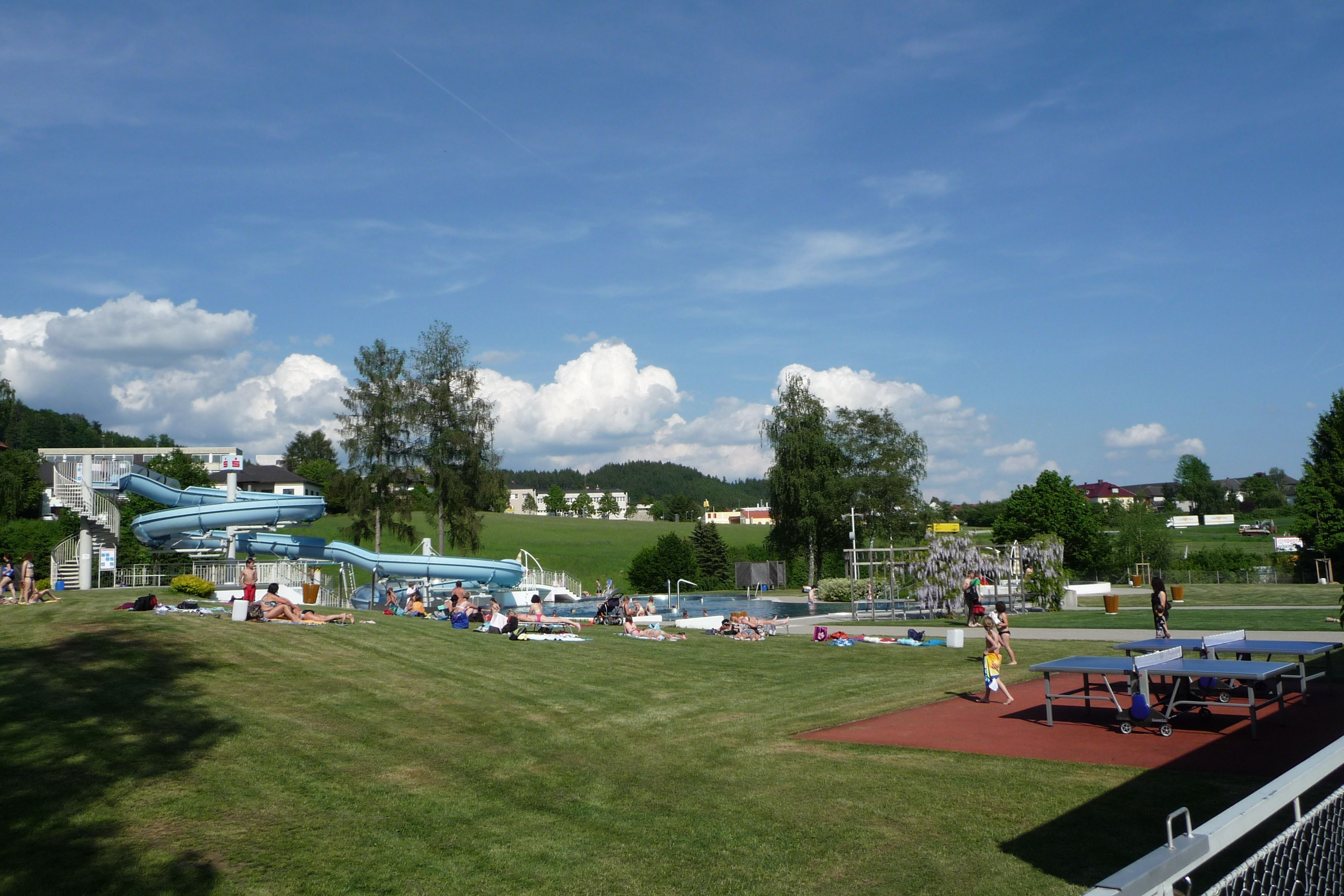
Freibad AquaRO
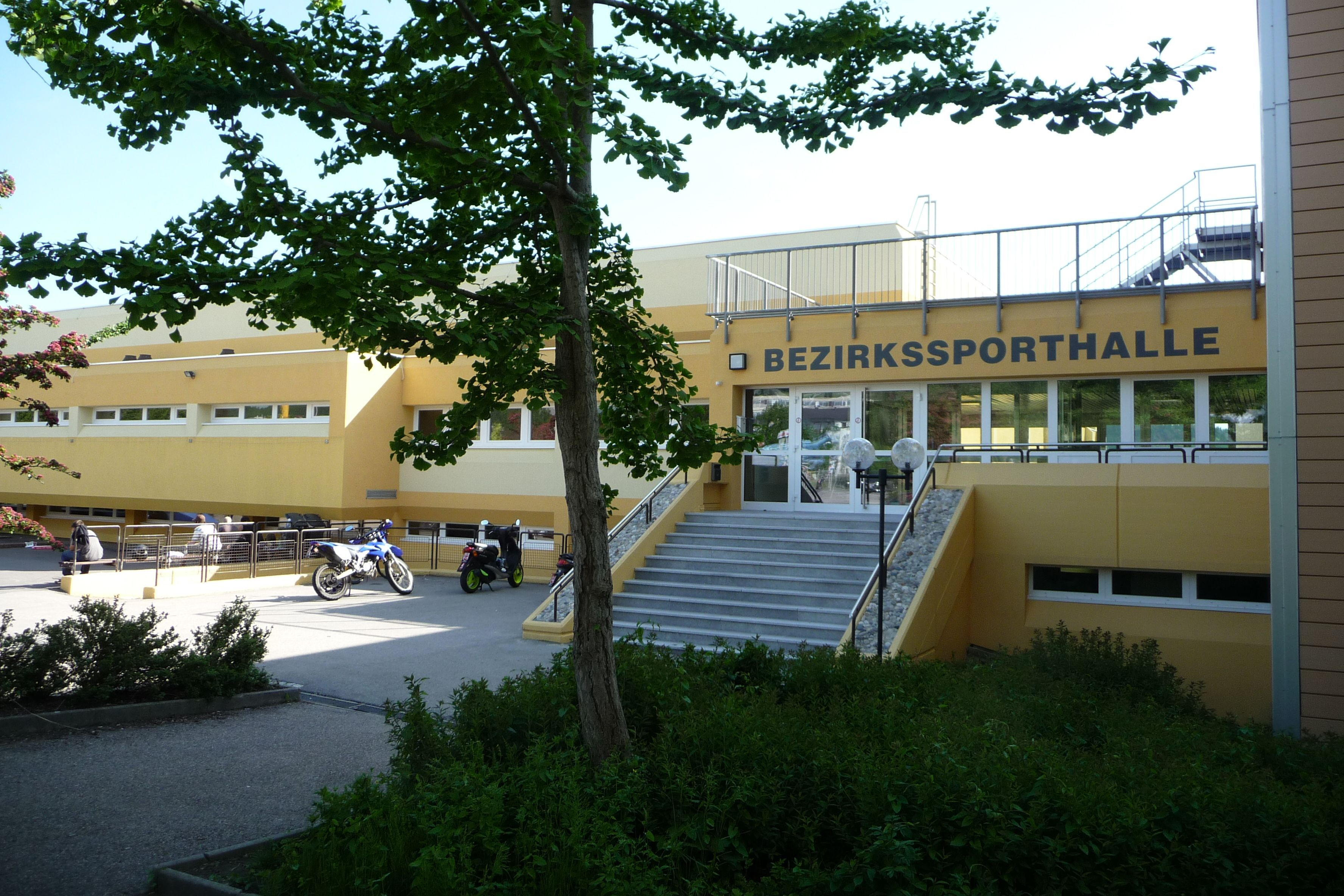
Bezirkssporthalle Rohrbach